# Asthenothaerus hemphilli
Asthenothaerus hemphilli is een tweekleppigensoort uit de familie van de Thraciidae. De wetenschappelijke naam van de soort is voor het eerst geldig gepubliceerd in 1886 door Dall.